# Vĩnh Hải, Hải Phòng
Vĩnh Hải là một xã thuộc thành phố Hải Phòng, Việt Nam.

## Địa lý
Xã Vĩnh Hải có diện tích 15,68 km², dân số năm 2023 là 17.817 người, mật độ dân số đạt 1.136 người/km².

## Lịch sử
Ngày 24 tháng 10 năm 2024, Ủy ban Thường vụ Quốc hội ban hành Nghị quyết số 1232/NQ-UBTVQH15 về việc sắp xếp đơn vị hành chính cấp huyện, cấp xã của thành phố Hải Phòng giai đoạn 2023 – 2025 (nghị quyết có hiệu lực từ ngày 1 tháng 1 năm 2025). Theo đó, thành lập xã Vĩnh Hải thuộc huyện Vĩnh Bảo trên cơ sở toàn bộ 4,20 km² diện tích tự nhiên, quy mô dân số là 4.313 người của xã Hưng Nhân; toàn bộ 5,04 km² diện tích tự nhiên, quy mô dân số là 5.180 người của xã Thanh Lương và toàn bộ 6,44 km² diện tích tự nhiên, quy mô dân số là 8.324 người của xã Đồng Minh.
Xã Vĩnh Hải có 15,68 km² diện tích tự nhiên và quy mô dân số là 17.817 người.